# Libby's no.23
Le Libby's No. 23 est un bateau de pêche historique à voiles, maintenant exposé en tant que navire musée au centre des visiteurs du Parc national et réserve de Lake Clark à Port Alsworth en Alaska.

## Historique
Construit en 1914, il a servi dans la pêche au saumon de la baie de Bristol jusqu'en 1951 environ, propriété de la conserverie Libby et utilisé par deux équipages. Sa proue et sa poupe ont à peu près la même forme. Il est normalement gréé avec deux grandes voiles, mais celles-ci ne sont levées que lorsque le bateau est sorti de son hangar à bateaux sur mesure.

## Préservation
Malgré son utilisation pour le fret et les loisirs entre 1953 et 1997, le bateau a conservé une grande partie de son équipement d'origine et a été entièrement restauré par le National Park Service entre 1998 et 2005, en acquérant des pièces de rechange de bateaux similaires et en supprimant un moteur supplémentaire.
Le bateau a été inscrit au registre national des lieux historiques en 2013.